# Vitalismus (literatura)
Vitalismus (z latiny vita = život; vitalis = životní, životný, vitální) je literární směr v literatuře po 1. světové válce, specifické vyznění celoevropské tendence v umění a literatuře, která je reakcí na prožité hrůzy války a signalizuje krizi individualismu, hlavně jeho idealistické životní koncepce. Válka odhalila nepravdivost většiny dosud uznávaných ideálů a hodnot, život sám o sobě se stává pro autory nejskutečnější. Hlavně v poezii se začal rozvíjet „kult smyslů“, oslava citového a smyslového žití, nadšení nad krásou existence. Autoři ve svých dílech vyjadřovali okouzlení životem, vraceli se k tematice radosti z každodenního prostého života, který je naplněn vřelými vztahy k lidem i věcem kolem. Svět přirozených lidských vztahů stavěli proti násilí na člověku, válce, nesvobodě, smrti.
Tento směr, jehož počátky se zrodily již v předválečném období jako forma úniku z města, byl ovlivněný filozofií Henriho Bergsona. V období první světové války dospěl ke své druhé vývojové fázi, autoři reagovali na prožité katastrofy války, destrukci všech iluzí a hodnot, na zpochybnění jistot, obraceli se k základním pozitivním hodnotám, k prostému pozemskému životu a k elementárním životním prožitkům.
V umění se tato tendence prosadila zejména v desátých a dvacátých letech 20. století jako výraz individuálního obrození smyslů a často i projev hledání nové životní orientace v přírodě a společnosti. Tuto tendenci vyjadřovala díla tvůrců již ve druhé polovině 19. století, nejvýrazněji poezie Walta Whitmana, spjatá se vznikem a vývojem civilismu.
Nový životní pocit se projevil i v jazyce, oprostil slovesné výrazové umění od všech složitých a odvozených tvarů. Používal prosté jazykové prostředky zbavené veškeré strojenosti, důraz byl kladen na srozumitelný výraz.
Ačkoliv období vitalismu nemělo dlouhého trvání, měl vitalismus zásadní význam v obrození kladného poměru k životu, jeho smyslu a kráse.

## Představitelé
Vůdčím představitelem byl Stanislav Kostka Neumann (1875–1947), který program směru formuloval ve své stati Ať žije život! (1913) a v básnické sbírce Kniha lesů, vod a strání (1914). Vitalismus výrazně zasáhl také tvorbu Fráni Šrámka (1877–1952), především jeho romány Stříbrný vítr (1910) a Tělo (1919) a básnickou sbírku Splav (1916). Vitalismus ovlivnil také generaci roku 1914 i generaci poválečnou, například Karla Čapka (1890–1938) a jeho drama Loupežník (1920), Jiřího Wolkra (1900–1924) a jeho sbírku Host do domu (1921), Josefa Horu (1891–1945) a sbírku Strom v květu (1920).